# Crocallis reticulata
Crocallis reticulata là một loài bướm đêm trong họ Geometridae.